# Franz Knipping (Bauingenieur)
Franz Knipping (* 6. Mai 1875 in Essen; † 19. September 1966 ebenda) war ein deutscher Bauingenieur, Hochschullehrer und Gründer der Treuhandstelle für Bergmannswohnstätten im Rheinisch-Westfälischen Steinkohlenbezirk.

## Leben
Franz Knipping absolvierte in den Jahren von 1894 bis 1898 ein Ingenieurstudium an der Technischen Hochschule Berlin, das er im November 1898 als Diplom-Ingenieur abschloss.
Bevor er sich ab 1919 im Auftrag der Reichsregierung mit dem Bergarbeiterwohnungsbau beschäftigte, war er von 1903 bis 1905 in Wuppertal-Barmen und Wuppertal-Elberfeld im Kläranlagenbau, von 1906 bis 1909 als Magistratsbaumeister in Berlin-Lichtenberg und anschließend als Stadtbaurat in Bochum tätig. In dieser Zeit war er Vorgesetzter des Stadtplaners Karl Elkart und ließ ihn bei seiner Tätigkeit als Stadtbaumeister freie Hand.
Später wurde Knipping Hilfsreferent im Reichswirtschafts- und Reichsarbeitsministerium.
An der Technischen Hochschule Darmstadt – Fakultät für Bauingenieurwesen – erhielt er einen Lehrstuhl für Ingenieurwissenschaften und war von 1926 bis 1927 Rektor der Darmstädter Hochschule.  Von 1932 bis 1934 und von 1937 bis 1938  war er Dekan.
1928/1929 gründete er das Institut für Straßenbau an der Technischen Hochschule Darmstadt.
Zum 30. September 1938 wurde Knipping emeritiert.

## Öffentliche Ämter
- 1920 Gründer der Treuhandstelle für Bergarbeiterwohnstätten der Rheinisch-Westfälischen Steinkohle AG in Essen und Vorsitzender bis 1950
- 1935–1945 Verbandsausschussmitglied des Verbandes rheinischer Wohnungsbauunternehmen
- 1938–945 Mitglied des Verwaltungsrates des Reichsverbandes des deutschen gemeinnützigen Wohnungsbauwesens
- 1949–1951 Mitglied des Verwaltungsrates des Gesamtverbandes des gemeinnützigen Wohnungsbauunternehmens

## Schriften
- 1930 10 Jahre Treuhandstelle für Bergmannswohnstätten im rheinisch-westfälischen Steinkohlenbezirk G. m. b. H.
- 1934 gemeinsam mit Karl Gölz und Hans Mittmeyer: Der Straßenbau in den Vereinigten Staaten von Amerika unter Berücksichtigung der Nutzanwendung für Deutschland.[2]

## Ehrungen
- 1950 Dr. rer. pol. h. c. Universität Münster
- 1952 Großes Bundesverdienstkreuz